# Lawotschkin La-168
Die Lawotschkin La-168 (russisch Лавочкин Ла-168, NATO-Codename „Type 15“) ist ein sowjetisches Experimentaljagdflugzeug aus der zweiten Hälfte der 40er Jahre. Sie gilt als eines der Vorläufermuster des in Serie gefertigten Strahljägers La-15.

## Entwicklung
Entwickelt wurde sie ab dem Sommer 1947 aus den Erfahrungen mit dem ersten sowjetischen Pfeilflügeljäger La-160. Es war jedoch das erste Mal, dass der Konstrukteur Semjon Lawotschkin davon abging, die Strahlturbine im Bug zu platzieren. Da sich das Triebwerk im Heck befand, fiel der bis dahin für Lawotschkins Konstruktionen so charakteristische Leitwerksträger weg. Die mit einem Schleudersitz und einer Druckkabine ausgerüstete Pilotenkanzel konnte deshalb auch weit vorn platziert werden.
Die La-168 war als freitragender Schulterdecker in Ganzmetall-Halbschalenbauweise konzipiert. Bei Wartungsarbeiten am Triebwerk war es möglich, den gesamten hinteren Rumpfbereich abzuziehen, so dass ein optimaler Zugang möglich war. Am Heck befanden sich zwei hydraulisch ausfahrbare Luftbremsen. Der um 37° gepfeilte Tragflügel war zweiholmig und besaß pro Seite zwei Grenzschichtzäune. An der Unterseite des Hecks befand sich zur Verbesserung der Richtungsstabilität ein Falschkiel. Die vier im Rumpf befindlichen Tanks konnten 1430 Liter Kraftstoff aufnehmen; zur Steigerung der Reichweite war es möglich, einen 610-Liter-Zusatztank unter dem Rumpf zu befestigen. Als Antrieb wählte man den Nachbau des britischen Rolls-Royce Nene-II-Triebwerks, das RD-45F. RD ist die russische Abkürzung für Reaktiwny Dwigatel (Реактйвный двигатель), Strahltriebwerk.
Die Flugerprobung begann am 22. April 1948 durch Iwan Fjodorow. In ihrem Verlauf wurde eine Höchstgeschwindigkeit von Mach 0,982 erreicht. Im Oktober desselben Jahres absolvierte die La-168 die staatliche Abnahme mit anschließender Erprobung durch die Luftstreitkräfte bis zum Februar 1949. Eine Serienproduktion erfolgte zugunsten der MiG-15 nicht. Das Muster bildete jedoch zusammen mit dem zweiten, beinahe baugleichen Prototypen La-174 das Ausgangsmodell zur La-15. Die La-174 unterschied sich von der La-168 durch das verwendete Rolls-Royce Derwent-Triebwerk sowie eine etwas vergrößerte Spannweite und vergrößertes Höhenleitwerk sowie ein daraus resultierendes höheres Gewicht. Trotzdem erreichte die La-174 bessere Leistungen als die La-168.
Ein Nachfolgemodell war die La-176, bei der am Rumpf einige Veränderungen erfolgt waren. Mit diesem Typ konnte am 26. Dezember 1948 im Bahnneigungsflug erstmals in der UdSSR Mach 1 erreicht werden.
Die Bezeichnung 168 bezieht sich lediglich auf die Werksnummer. Der zweite Prototyp La-174 ist nicht zu verwechseln mit der La-174TK, einer Weiterentwicklung der La-150M.

## Technische Daten
| Kenngröße             | Daten                                                                  |
| --------------------- | ---------------------------------------------------------------------- |
| Besatzung             | 1                                                                      |
| Länge                 | 10,56 m                                                                |
| Spannweite            | 9,50 m                                                                 |
| Höhe                  | 3,35 m                                                                 |
| Flügelfläche          | 18,08 m²                                                               |
| Flügelstreckung       | 5,0                                                                    |
| Pfeilung              | 37° 20′                                                                |
| V-Form                | −4° 30′                                                                |
| Leermasse             | 2.973 kg                                                               |
| Startmasse            | normal 3.730 kg maximal 4.412 kg                                       |
| Triebwerk             | ein Nene II (RD-45F)                                                   |
| Leistung              | 22,27 kN                                                               |
| Höchstgeschwindigkeit | 1.084 km/h in 2.750 m Höhe                                             |
| Steigzeit             | 2,0 min auf 5.000 m Höhe                                               |
| Dienstgipfelhöhe      | 14.570 m                                                               |
| Reichweite            | 1.275 km                                                               |
| Bewaffnung            | zwei 23-mm-MK NR-23 (je 100 Granaten) eine 37-mm-MK N-37 (45 Granaten) |